# Белградская синагога
Синагога Сукат Шалом (серб. Београдска синагога „Сукат Шалом”, ивр. בית הכנסת סוכת שלום בבלגרד‎) является важным культурным и историческим памятником еврейской конгрегации в Белграде и Сербии. Здание обладает  культурным и историческим значением, прежде всего, благодаря своей религиозной функции, будучи единственным активным местом поклонения еврейской общины, и одним из немногих сохранившихся зданий синагоги в Сербии. Кроме того здание имеет архитектурно — урбанистическую важность как репрезентабельный пример стиля академизма, а также и произведение выдающегося архитектора. Памятник культуры.

## История синагоги
Историю евреев в Белграде можно найти в документах ещё с периода турецкого завоевания Белграда 1521 г. Уже в середине XVI века началось массовое заселение сефардов. На основании данных 1567 г. и 1573 г. упоминается несколько еврейских конгрегаций и три синагоги. В течение 17-го века еврейские конгрегации поселились в районе недалеко от набережной Дуная, которую турки называли Ялие. Положение евреев начало улучшаться после Берлинского конгресса (1878) и создания независимого сербского государства, когда они получили полные гражданские права.
Возникновение еврейских поселений и жизнь ашкеназов на территории Белграда начались ещё в 18-м веке, но их число в значительной мере увеличилось в середине XIX века и первой половине XX века. Первая самостоятельная конгрегация ашкеназов основана 1 октября 1869 г. Они приняли «Правила конгрегации ашкеназов» (как называлось сообщество в формировании), которые были изложены в двадцати статьях, предусматривающих, между прочим, учреждение школы и места поклонения. Городское управление подтвердило эти правила, что заложило основу новой общины ашкеназов в Белграде. 
Сначала еврейская община нанимала здание а улице Космајска (ныне Маршала Бирюзова) для религиозных, административных, культурных и подобных потребностей. Идея строительства нового функционального здания и привлечение средств для финансирования синагоги появилась  до Первой мировой войны. Тем не менее, строительство синагоги началось только после войны, а торжественная закладка краеугольного камня состоялась 15 июня 1924 г. и тем поводом заложен устав на пергаменте, подписанный королём Александром и королевой Марией. В церемонии приняли участие делегаты короля и правительства Королевства сербов, хорватов и словенцев, представители еврейских общин, различных корпораций, председатель Народного собрания и главный раввин доктор Алкалай.

## Архитектура

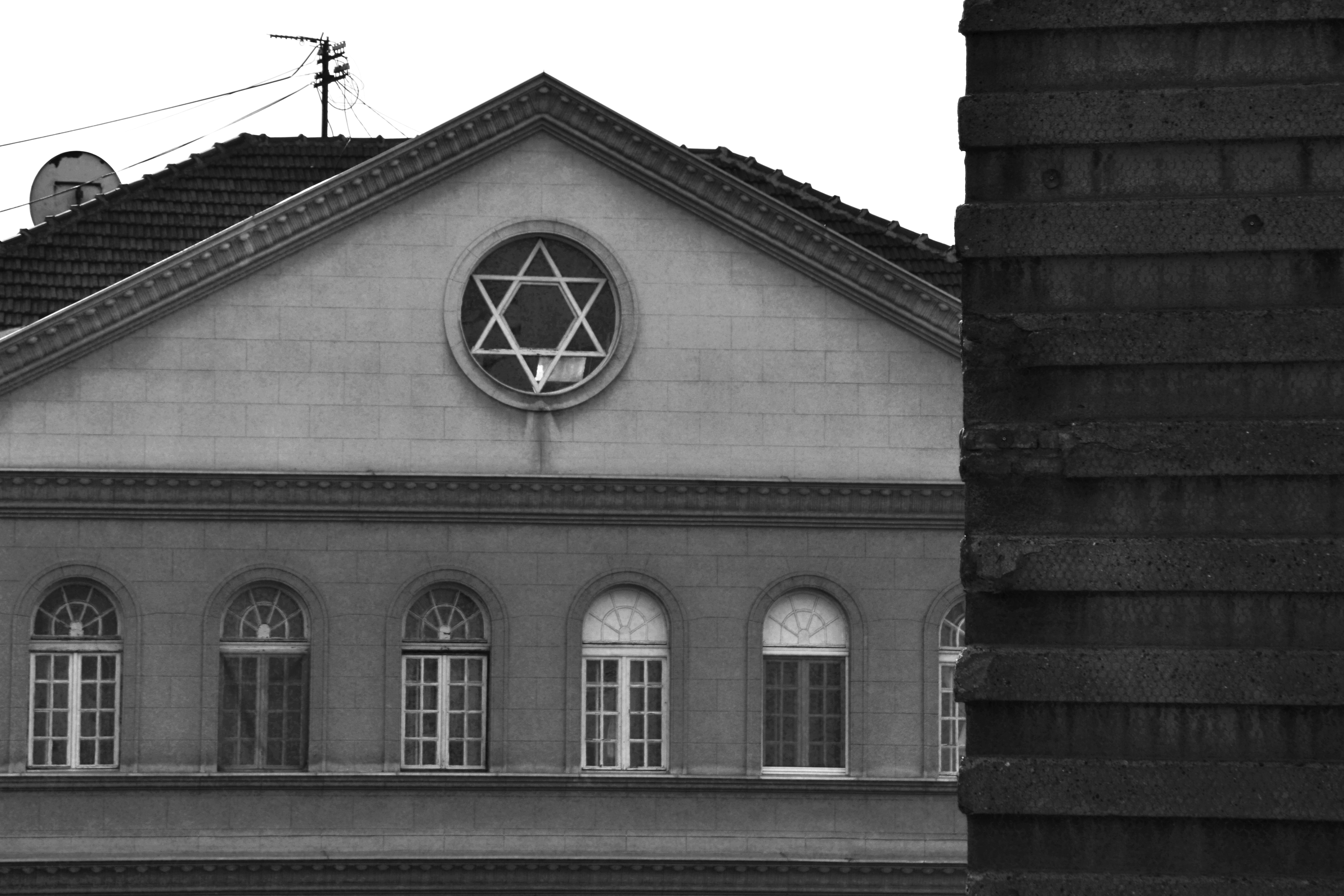
Щит Давида- шестиконечная звезда

Проект строительства получил одобрение в 1923 г. В течение 1924-26 гг. было закончено здание синагоги по проекту архитектора Франи Урбана при участии Милана Шланга. В 1929 г. проведены дополнительные работы для изменения интерьера по проекту Милутина Йовановича. Синагога служила сербско-еврейской общине обряда ашкеназов до 1941 г. Во время нацистской оккупации Белграда 1941—1944 гг. здание было осквернено и превращено в бордель, а после войны восстановлено в своей первоначальной функции как место поклонения для обеих еврейских конгрегаций в Белграде.
Здание синагоги спроектировано в духе стиля академизма с преобладающими элементами неоренессанса. Здание состоит из подвала, первого этажа, галереи первого этажа, второго и третьего этажей. Интерьер мультифункциональный, чтобы объединить разнородные функции общины: религиозные, культурные, образовательные, административные и жилые. Мультифункциональная концепция происходит из религиозной и общественной роли синагоги, которая должна объединить три основные функции: места поклонения, образования и общественных встреч. В подвале находится кошерная кухня со столовой и вспомогательные помещения. Центральной частью здания является первый этаж с галереей, носящей символический и религиозный смысл, предназначенный для религиозных обрядов. Со сторон, разделенных стеной от помещения для религиозных обрядов, находятся офисы, класс и конференц-зал. На втором и третьем этажах расположены жилые помещения. Помещение для молитвы разделено двумя рядами колонн, которые поддерживают галерею. Передний фасад симметричный и пропорциональный, с декоративным акцентом размещенным на фронтоне, со щитом Давида, то есть шестиконечной звездой. Центральное место на фасаде имеют четыре удлиненных с арочным окончанием на верху окна, которые расположены в зоне первого этажа и галереи. Зона второго этажа, отделена от зоны первого неглубоким и простым пояском. Фасад этой зоны отступает от плоскости фасада нижних зонах, сформировав террасу обрамленную балюстрадой. В плоскости фасада этой зоны расположен, в правильном ритме, ряд из четырёх проемов законченных в арочной форме. По оригинальному проекту из 1923 г. между этими проемами находились медальоны. Самое простое архитектурное решение третьего этажа с восьмью арочными окнами и поясом в виде декоративного венка, который разделяет его от второго этажа. В дополнение к указанным элементам, дающие фронтальной части фасада впечатление горизонтальной симметрии, вертикальность подчеркивается боковыми неглубокими ризалитами, которые заканчиваются в зоне второго этажа в виде башенок, облегченных арочными проемами с трех сторон. Башенки несут ясную ассоциацию на крепостной и оригинальный характер Храма Соломонa. Они являются часто используемым мотивом архитектуры синагог, который символизирует Боаз и Яхин, столбы Храма Соломона. Вертикальный акцент на фасаде дает треугольный фронтон выше третьего этажа. Широкая, центральная, трёхмаршевая лестница с простой балюстрадой и двумя канделябрами подчеркивает общее впечатление торжественного и церемониального характера. С точки зрения стилистической и пространственной композиции лестницы напоминают французский классицизм, то есть северный фасад Малого Трианона в Версале.
Пропорциональный и симметричный фасад занимает центральное место в разработке архитектурной и эстетической композиции. Декоративный акцент на фронтоне, на котором находится звезда Давида — шестиконечная звезда. Вертикальность подчеркивается удлиненными арочными окнами в зоне помещения для проведения ритуалов, а также и боковые ризалиты с башенками, которые обрамляют центральную часть фасада. Центральной и неотъемлемой частью молитвенного зала является находящийся в хейхале арон ха-кодеш синагоги Сукат Шалом. Галерея, ориентирована с востока на запад и разделена с двумя рядами восьмистраничных колонн с декоративными капителями. Эти колонны, которые поддерживают галерею сочетают в себе эстетическую, символическую и структурную функцию. Кессонированный потолок украшен цветочной бордюром. Святейшая и самая декоративная часть синагоги, арон ха-кодеш, расположена на восточной стене храма. В нём находится свиток священной книги евреев — Торы. С обеих сторон этой части синагоги находятся по два ряда колонн, как те у хейхала, только круглого сечения. Они несут большой мраморный куб, который символизирует ковчег Моисея с Декалогом (десять главных заповедей). Эти декоративные архитектурные элементы относятся к реконструкции памятников культуры после Второй мировой войны, так как была сохранена только пространственная концепция интерьера, а все остальное полностью деградировало.
С точки зрения диспозиции синагога является свободно стоящим зданием в глубине участка, и, следовательно, невозможно увидеть его в полной мере. Такое расположение было в первую очередь определено исторической планировкой района, которая отличалась нерегулярной структурой улиц и удлиненных участков.

## Внешние ссылки
- Белград Синагога, в 12.5.2014.
- Официальный сайт города Белграда евреев Белграде
- Еврейская община Белград
- История евреев в Сербии
- Кино Рекс культурный центр (сербский и английский) Архивная копия от 6 марта 2016 на Wayback Machine
- Белград сефардской музыки группа
- Активами институт охраны культурных памятников, каталоги, в 12.5.2014.